# 城关街道 (蒲城县)
城关街道，是中华人民共和国陕西省渭南市蒲城县下辖的一个街道办事处。
2015年，陕西省民政厅批复同意撤销蒲城县城关镇，设立城关街道办事处。

## 行政区划
城关街道下辖以下地区：
关帝社区、东街社区、古镇社区、北关社区、达仁社区、西府社区、三义村、陈家村、椿兴村、太平村、南贾曲村、三里村、南埠村、前宜安村、贾曲村、怀德村、彭村、杜家村、小董村、西贾曲村、宜安村、三兴村、祥塬村、黄家村、代家村、滑曲村、双洒村、韩家村、尧村、冯家村、刑家村、堡子村、洞耳村、柳家村、关帝村、东街村、古镇村、北关村、达仁村和西府村。